# Condado de Greeley (Kansas)
O Condado de Greeley é um dos 105 condados do estado americano de Kansas. A sede do condado é Tribune, que é também a sua maior cidade. O condado tem uma área de 2015 km² (dos quais 0 km² estão cobertos por água), uma população de 1534 habitantes, e uma densidade populacional de 1 hab/km² (segundo o censo nacional de 2000). O condado foi fundado em 20 de março de 1873 e o seu nome é uma homenagem a Horace Greeley (1811-1872), jornalista, político e fundador do Partido Republicano.